# Monomoy National Wildlife Refuge

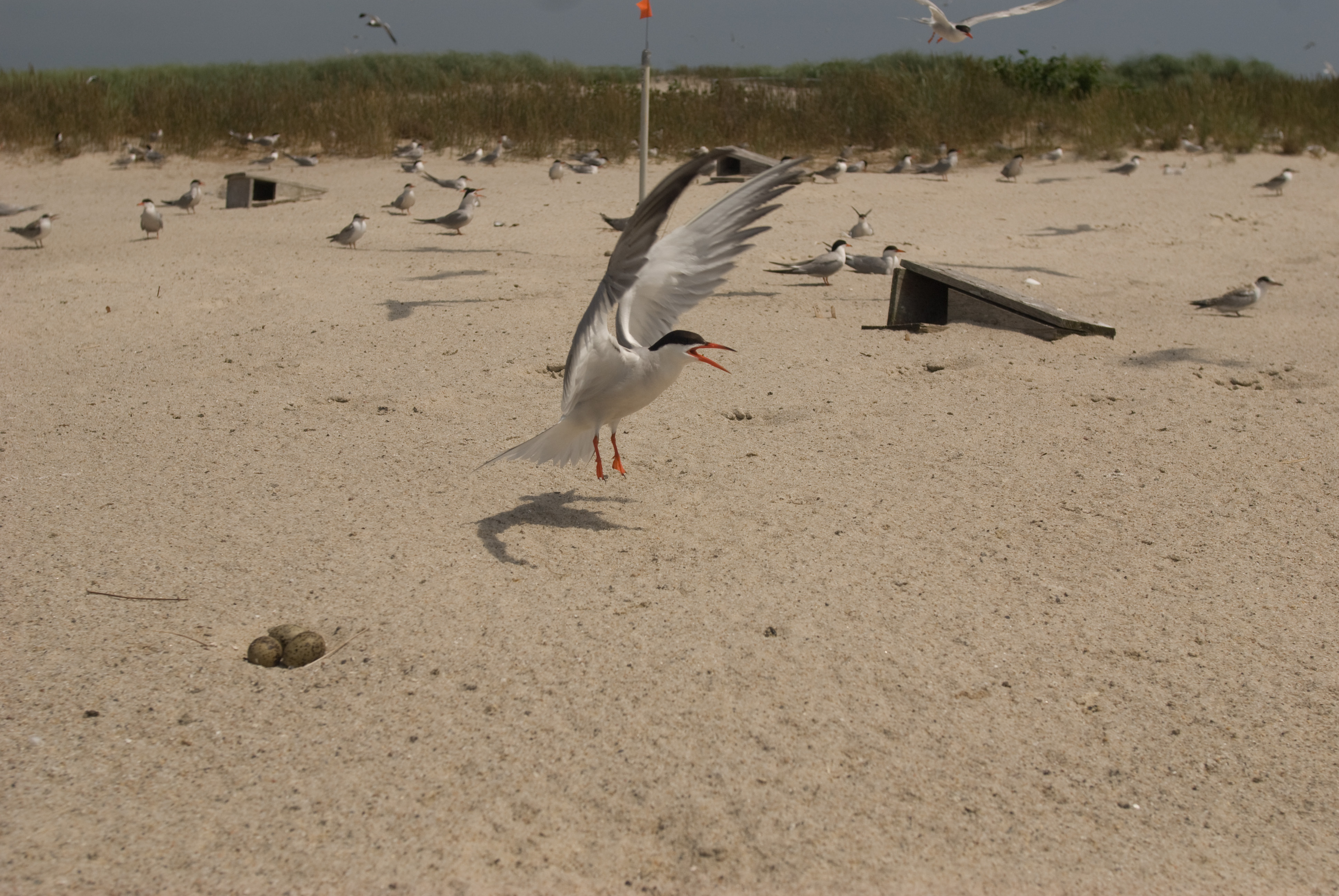
Fluss-Seeschwalbe im Monomoy NWR

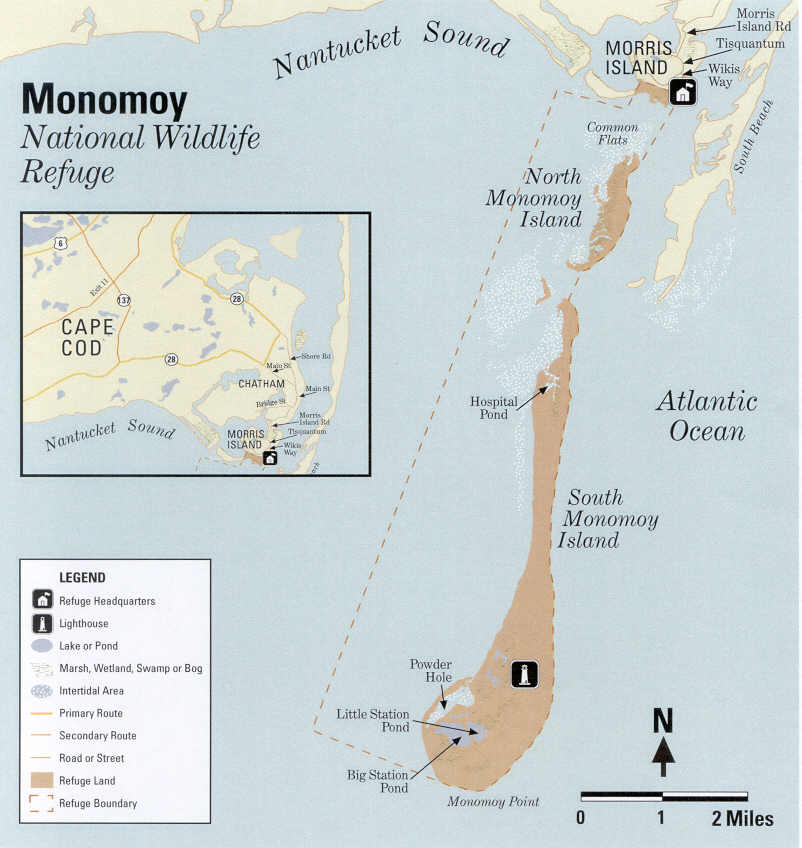
Karte des Gebiets

Das Monomoy National Wildlife Refuge ist ein 307 Quadratkilometer großes Naturschutzgebiet vom Typ eines National Wildlife Refuge im Barnstable County im US-Bundesstaat Massachusetts. 

## Geographie
Die Inseln North und South Monomoy sind klassische, durch Meeresströmungen und Wind geformte sandige Inseln. Sie erstrecken sich über zwölf Kilometer südlich des Ellenbogens von Cape Cod. Die dem Atlantik zugewandte Seite besteht aus durch Brandung und Wind geformten Dünen, die Ostseite aus flachen Salzwiesen, Feuchtwiesen und Teichen. Ihre heutige Form erhielten die Inseln 1958, als nach mehreren starken Winterstürmen Monomoy Point vom Festland abgetrennt wurde. Nach weiteren Stürmen teilte sich die Insel 1978 in North und South Monomoy.

Neben den beiden Inseln gehören auch noch 16 Hektar von Morris Island zum Schutzgebiet. Etwa 94 % der Fläche sind als Wilderness Area geschützt. 

## Flora und Fauna
Das Gebiet mit seinen Feuchtwiesen und Teichen ist idealer Lebensraum für zahlreiche Meeres- und Küstenvögel, darunter der geschützten Gelbfuß-Regenpfeifer und die Rosenseeschwalbe. Ornithologen haben 285 verschiedene Vogelarten in dem Gebiet gezählt. Etwa 8000 Brutpaare der Fluss-Seeschwalbe nisten in dem Schutzgebiet, und im Herbst und im Winter überwintern hier Tausende von Zugvögeln. Die Strände sind ein wichtiger Laichplatz für Pfeilschwanzkrebse. Über 5000 Kegelrobben und Seehunde leben im Schutzgebiet.

## Geschichte
Die historisch belegte Besiedlung von Monomoy begann 1711, als eine Schenke für Seeleute und Fischer am Wreck Cove nahe dem heutigen Hospital Pond öffnete. 1828 wurde am südlichen Ende von Monomoy Island das Monomoy Lighthouse errichtet, In der Mitte des 19. Jahrhunderts existierte am Powder Hole auf South Monomoy eine Fischersiedlung namens Whitewash Village. Die Siedlung wurde verlassen, als der Hafen verlandete. Von 1905 bis 1945 bestand am Powder Hole eine Station der US Coast Guard. Vor Errichtung des Schutzgebiets bestanden auf der Halbinsel zahlreiche private Fischer- und Jagdhütten, von denen heute nur noch eine existiert.
In der ersten Hälfte des 20. Jahrhunderts wurde Monomoy oft von dem Ornithologen Ludlow Griscom aufgesucht. 1944 wurde das Schutzgebiet zum Schutz von Zugvögeln gegründet. Es ist Teil des Western Hemisphere Shorebird Reserve Network. Der restaurierte Leuchtturm Monomoy Point Light mit dem angrenzenden hölzernen Wärterhaus und dem aus Ziegeln erbauten Generatorhaus sind im National Register of Historic Places eingetragen.

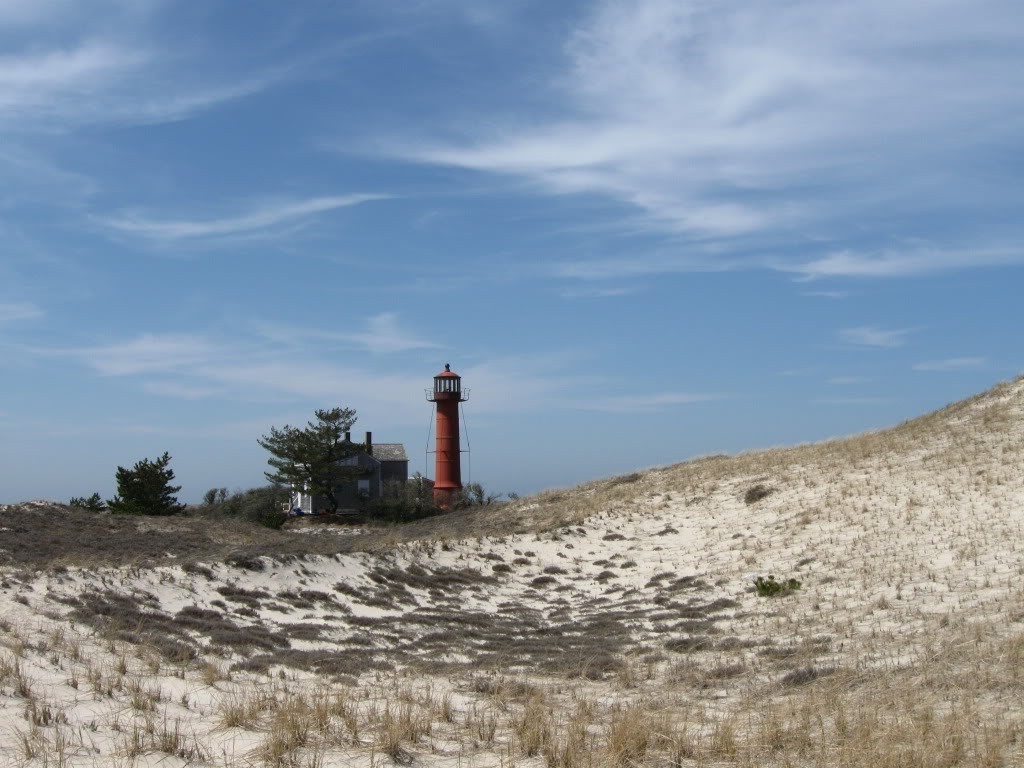
Leuchtturm Monomoy Point Light

## Touristische Einrichtungen
Auf Morris Island befindet sich die Schutzgebietsverwaltung und das Besucherzentrum. Ein etwa ein Kilometer langer Lehrpfad führt über Morris Island. Für Schüler und Studenten bietet die Schutzgebietsverwaltung spezielle Lehrprogramme an. Im Schutzgebiet gibt es keine Picknick- oder Zeltplätze, doch Strandwanderungen und Brandungsfischen sind erlaubt. North und South Monomoy Island sind nur per Boot oder im Sommer per Fähre erreichbar. Zum Schutz von Zug- oder brütenden Vögeln können die Inseln ganz oder teilweise für Besucher gesperrt werden.